# 마이클 헤스터
마이클 헤스터(Michael Hester, 1972년 5월 2일 ~ )는 뉴질랜드의 축구 심판으로, 오스트레일리아 A-리그에서 심판으로 활동하고 있다.
그는 2004년에 뉴질랜드 축구 선수권 대회 심판으로 데뷔했으며, 2007년 1월에 국제 축구 연맹으로부터 국제 심판 자격을 취득했다. 그는 2008년 하계 올림픽 축구에서 미국과 네덜란드, 대한민국과 온두라스의 조별 예선 두 경기의 주심을 맡았으며, 2009년 FIFA 컨페더레이션스컵에서 이집트와 미국의 조별 예선 경기의 주심을, 2010년 FIFA 월드컵에서 대한민국과 그리스의 조별 예선 경기의 주심을 맡았다.